# Dynamic Tunnel Configuration Protocol
Dynamic Tunnel Configuration Protocol (DTCP) は、オーストラリアの Trumpet Software International 社が開発したプロトコル。

## 概要
IPv6 over IPv4 を実現するトンネリングプロトコルの一種である。クライアントが  IPv4 で接続を要求した後、サーバーがクライアントを認証することでトンネリングを開始する。IPv6 パケットは IPIP により IPv4 でカプセリングされる。
Feel6 での DTCP の利用
日本においては、フリービット社が提供する Feel6 に採用され、IPv6 トンネリングサービスを提供していた。
Feel6 は、2013年6月5日付でサービスの終了が発表されており、2013年7月31日を以て DTCP プロトコルを用いたサービスを終了する。